# آپیول
آپیول (به انگلیسی: Apiol) با فرمول شیمیایی C۱۲H۱۴O۴ یک ترکیب شیمیایی است. که جرم مولی آن ۲۲۲٫۲۳ g/mol می‌باشد. 